# NGC 4747
NGC 4747 = Arp 159 ist eine Balken-Spiralgalaxie vom Hubble-Typ SBcd im Sternbild Haar der Berenike am Nordsternhimmel. Sie ist schätzungsweise 53 Millionen Lichtjahre von der Milchstraße entfernt und hat einen Durchmesser von etwa 30.000 Lichtjahren. Vom Sonnensystem aus entfernt sich daie Galaxie mit einer errechneten Radialgeschwindigkeit von näherungsweise 1.200 Kilometern pro Sekunde. Gemeinsam mit NGC 4712 und NGC 4725 bildet sie das optische Galaxientriplett Holm 468. Nach Lage der Daten ist sie gravitativ an NGC 4725 gebunden.
Halton Arp gliederte seinen Katalog ungewöhnlicher Galaxien nach rein morphologischen Kriterien in Gruppen. Diese Galaxie gehört zu der Klasse Galaxien mit innerer Absorption.
Im selben Himmelsareal befinden sich unter anderem die Galaxien PGC 43610, PGC 43595, PGC 86434, PGC 94057.
Das Objekt wurde am 6. April 1785 von William Herschel entdeckt.